# Biržulio ir Stervo pelkių kompleksas
Biržulio ir Stervo pelkių kompleksas este o arie protejată (arie de protecție specială avifaunistică — SPA) din Lituania întinsă pe o suprafață de 3.620,35 ha, integral pe uscat.

## Localizare
Centrul sitului Biržulio ir Stervo pelkių kompleksas este situat la coordonatele 55°46′10″N 22°24′05″E / 55.7694°N 22.4014°E.

## Înființare
Situl Biržulio ir Stervo pelkių kompleksas a fost declarat arie de protecție specială avifaunistică în aprilie 2004 pentru a proteja 22 de specii de animale.

## Biodiversitate
Situată în ecoregiunea boreală, aria protejată nu include niciun habitat protejat.
La baza desemnării sitului se află mai multe specii protejate de  păsări (22): acvilă țipătoare mică (Aquila pomarina), ciuf de câmp (Asio flammeus), cocoșul de mesteacăn (Bonasa bonasia), buhai de baltă (Botaurus stellaris), caprimulg (Caprimulgus europaeus), chirighiță neagră (Chlidonias niger), barză neagră (Ciconia nigra), erete de stuf (Circus aeruginosus), erete cenușiu (Circus pygargus), cristeiul de câmp (Crex crex), ciocănitoare neagră (Dryocopus martius), cocor (Grus grus), sfrâncioc roșiatic (Lanius collurio), ciocârlie de pădure (Lullula arborea), gușă albastră (Luscinia svecica), viespar (Pernis apivorus), ciocănitoare verzuie (Picus canus), cresteț cenușiu (Porzana parva), cresteț pestriț (Porzana porzana), chiră de baltă (Sterna hirundo), cocoșul de mesteacăn (Tetrao tetrix tetrix), fluierar de mlaștină (Tringa glareola).